# Népzenekutatás
A zenetudományon belül a népzenekutatás vagy  etnomuzikológia vagy összehasonlító zenetudomány a történeti zenetudomány szomszédos diszciplínája, ugyanakkor a néprajztudomány egyik aldiszciplínája. A zene és a tánc hangzásbeli, kulturális és társadalmi vonatkozásait tanulmányozza világszerte.
Az etnomuzikológia angol kifejezést Jaap Kunst (1891-1960) holland etnomuzikológus vezette be 1950-ben, hogy az addig összehasonlító zenetudománynak nevezett tudományágat más irányba terelje: A zenei struktúrák és stílusok összehasonlító elemzésével szemben a tanulmányozott területen a mindenkori kulturális kontextus erőteljesebb figyelembevételét követelte.

## Kutatási megközelítések
Az etnomuzikológia a zenei gyakorlattal és a zene struktúráival foglalkozik, a zenét társadalmi interakcióként és a társadalmi csoportok identitásának globálisan keringő szimbólumaként értelmezi. A tudományág megközelítéseiben különbözik a történeti zenetudománytól, amely a nyugati műzene opuszenéjére és a nyugat-európai zeneelmélet zenei szöveghermeneutikájára összpontosít. A történeti zenetudomány számára a zene, mint művészeti forma jelentése a terület határfeltétele, míg az etnomuzikológia magának a zenének a különböző felfogásait vizsgálja, és a zene jelentésének kérdését teszi tárgyává. Jeff Todd Titon amerikai etnomuzikológus ezért az etnomuzikológiát egyszerűen úgy határozta meg, mint a zenélő emberek tanulmányozását. Az etnomuzikológia számos kérdésben és módszerben osztozik a könnyűzenekutatással, a zeneszociológiával és a zenepszichológiával.
Az 1950-es évekig a népzenekutatás a nem európai hagyományos zenére összpontosított. Azóta az etnomuzikológiát átfogóbban vizsgálják. A kutatási terület magában foglalja a hagyományos zenét (népzene) és a nem európai művészeti zenét; továbbá a populáris zenét, beleértve a dzsesszt, a szubkultúrák zenéjét, a regionális zenei kultúrákat, valamint a különböző zenei kultúrák zenészeinek a migráció és az utazás (transzkulturalitás) által elősegített kölcsönhatásából kialakult új, hibrid zenei formákat. Ma már a nyugati művészeti zenében is alkalmaznak etnomuzikológiai módszereket.
Általánosságban elmondható, hogy a növekvő kulturális csere és a zene digitális terjesztési lehetőségei kibővítették az etnomuzikológia kérdéseit és módszereit, amelyek ma már részben befolyásolják a zeneoktatást.

## Történelmi fejlődés
Az Európán kívüli zene gyűjtése és elemző leírása a német nyelvű országok etnomuzikológiai kutatásának kezdetén állt. Mivel a világon gyakorolt zene nagy része csak szóban öröklődött és öröklődik, a 19. század utolsó harmadában a népzenekutatóknak a kutatási tevékenységük kezdetén, a 19. század utolsó harmadában módszertani nehézségeik voltak a zene dokumentálásával. 1877-ben Thomas Alva Edison feltalálta a fonográfot. Ez lehetővé tette, hogy hangfelvételeket készítsenek, hogy később elemezni lehessen a zene struktúráit.
Kezdetben a nem európai zenét a nyugati zene normatív hátterével szemben tekintették, és a társadalmi-kulturális fejlődés világképével összefüggésben a fejlődéstörténet egy bizonyos szakaszába helyezték. Ennek keretében az osztrák Guido Adler 1885-től kezdve először Prágában, majd Bécsben határozta meg a történeti zenetudomány céljait. Ebben az időben Hugo Riemann zeneelméletében egy olyan, természettörvényen alapuló skálát és harmóniát tételezett fel, amelynek általános érvényűnek kellett volna lennie, de amely nem volt képes leírni az ettől eltérő, Európán kívüli zenei rendszereket.

### A német nyelvű világ
Az etnomuzikológia előfeltételeit Carl Stumpf (1848-1936) teremtette meg Berlinben. A berlini Friedrich-Wilhelms Egyetemen 1893-ban alapított Pszichológiai Intézete lehetővé tette a pszichológiai kérdések kutatását és oktatását a nem európai zene területén. Az akkori Sziámból származó hangszereken kiterjedt hangmagasságméréseket végeztek. Stumpf megbízta asszisztensét, Erich von Hornbostel (1877-1935) etnomuzikológust és Otto Abraham (1872-1926) pszichológust egy zenetudományi gyűjtemény létrehozásával, amely hangdokumentumokat és tanulmányokat gyűjtött össze. 1905-ben ez a dokumentáció az összehasonlító zenetudomány koncepciójával együtt a Pszichológiai Intézet berlini Fonogram Archívumaként szervezeti keretet kapott. Itt elsősorban azt értékelték, amit más kutatók a terepen gyűjtöttek össze. 1914-ig ez a terepkutatás főként a német gyarmatokon zajlott.
Von Hornbostel  számos berlini zenetudósra volt hatással. Ezek közé tartozott Curt Sachs (1881-1959), Robert Lachmann (1892-1939), Mieczyslaw Kolinski (1901-1981), Kurt Huber (1893-1943) és Abraham Zvi Idelsohn (1882-1938). Majdnem mindannyian zsidók voltak, és legkésőbb 1933-ig elhagyták az országot. Richard Wallaschek (1860-1917) Londonban elméletet dolgozott ki a zene pszichológiai érzékeléséről. Erich Stockmann az európai népzene mellett elsősorban a nem európai zene tanításával foglalkozott. Elschek Oszkárral (* 1931) együtt a hangszerek új, alulról felfelé haladó osztályozását dolgozta ki. Svájcban Hans Oesch (1926-1992) nyomot hagyott az etnomuzikológián.

### Hollandia
A korai holland kutatók a holland gyarmatok zenéjére összpontosítottak. A jávai udvari gamelánról a 19. században Pieter Johannes Veth (1814-1895) négykötetes művében (Java, geographisch, ethnologisch, historisch, 1875-1884) és Isaak Groneman (1832-1912), a yogyakartai szultán orvosa (De gamelan te Jogjakarta, 1890) készített leírást. Jaap Kunstot (1891-1960) Erich von Hornbostel inspirálta a nem európai zene gyűjtésére. Kunst elméleti munkássága és terepfelvételei az indonéz zene vezető szakértőjévé tették. Kunst 1960-ban bekövetkezett halála után Ernst Heins (aki 1973-ban újra kiadta a Music in Java című kötetet) és Wim van Zanten folytatta munkásságát Indonéziában.

### Franciaország
Victor-Charles Mahillon (1841-1924), a francia nyelvű belga zenész és a brüsszeli Királyi Konzervatórium hangszergyűjteményének gondozója 1880-ban kidolgozott egy osztályozási rendszert múzeumi munkájához, amely az 1914-ben bemutatott Hornbostel-Sachs-rendszer alapját képezte. A francia etnomuzikológia másik úttörője Julien Tiersot (1857-1936) volt történeti tanulmányai és a nem európai zene iránti érdeklődése révén. Rodolphe d'Erlanger (1872-1932) az arab zene korai ismerője volt, aki számos zenetudományi szöveget fordított le arabból franciára. A mai francia etnomuzikológia André Schaeffner (1895-1980) nevéhez fűződik, aki 1928-ban a párizsi Musée de l'Homme-ban alapította meg a területet. Sok német kollégájával ellentétben ő maga is kiterjedt terepkutatásokat végzett, amelyek során eljutott a nyugat-afrikai francia gyarmatokra. A 20. század második felében tevékenykedő francia nyelvű etnomuzikológusok közé tartozik Bernard Lortat-Jacob (* 1941), aki a Schaeffner által alapított párizsi Musée de l'Homme etnomuzikológiai osztályát vezette. A francia-izraeli etnomuzikológus Simha Arom (* 1930) leginkább a Közép-afrikai Köztársaságban élő pigmeusok zenéjének kutatásairól ismert. Különösen az általa az 1960-as években leírt egyszólamú fuvola hindewhu-val írt többszólamú dalok voltak nagy hatással néhány modern zeneszerzőre. A francia származású Amnon Shiloah (1928-2014) a jeruzsálemi Héber Egyetem professzora volt, és elsősorban a zsidó és az arab zenét kutatta. A svájci Hugo Zemp (* 1937) a Párizs-Nanterre-i Egyetemen tanított, és érdeklődött Afrika, Óceánia zenéje iránt, valamint a svájci jódli énekek iránt, amelyekről több filmet is készített. Jean During (* 1947) a közép-ázsiai és iráni zenére specializálódott.

### Kelet-Európa
Míg a nyugat-európai zenetudósok a kezdeti időkben főként a nem európai zenére hivatkoztak, addig Magyarországon és Romániában 1900 után olyan zeneszerzők, mint Bartók Béla, Kodály Zoltán, Lajtha László és Constantin Brăiloiu kezdték el gyűjteni és szisztematikusan rögzíteni saját nemzeti népzenéjüket. Ezzel megteremtették az általános etnomuzikológia alapjait. A falvakban viasztekercsekre rögzített hagyományos zene részben befolyásolta zeneszerzői munkásságukat, és archívumokban őrzik az utókor számára.

### Nagy-Britannia
Charles Samuel Myers angol pszichológus (1873-1946) részt vett az 1898-as cambridge-i etnológiai expedícióban a Torres-szorosban és Sarawakban, ahonnan elsőként hozott haza zenei felvételeket. Charles Russell Day dél-indiai zenéről szóló munkája The Music and Musical Instruments of Southern India and the Deccan először 1891-ben jelent meg, Arthur Fox Strangways pedig 1914-ben írta le az észak-indiai zenét The Music of Hindostan című művében. Henry George Farmer (1882-1965) ír zenetörténész az arab zenetörténettel foglalkozott, és leírta annak hatását az európai zenére.
Az afrikai etnomuzikológia egyik megalapítója Nagy-Britanniában Arthur M. Jones (1889-1980) volt, aki misszionáriusként dolgozott Zambiában, és 1952 és 1966 között a londoni School of Oriental and African Studies afrikai zenei előadója volt. Klaus Wachsmann (1907-1984) német származású angol etnomuzikológust az afrikai zene kutatásának úttörőjeként tartják számon. 1937 és 1957 között protestáns misszionáriusként élt Ugandában, ahol terepkutatásokat végzett, és kiterjedt afrikai hangszergyűjteményt gyűjtött össze. 1963-tól 1968-ig a Kaliforniai Egyetemen volt professzor.
Percival R. Kirby (1887-1970) a dél-afrikai zenei kutatás úttörőjének számít. Tanulmányainak nagy része, amelyekben a hagyományos afrikai zenére koncentrált, és megpróbálta kizárni a nyugati hatásokat, az 1930-as évekből származik. Hugh Tracey (1903-1977) kiterjedt gyűjteményt gyűjtött össze fekete-afrikai hangfelvételekből, amelyek több mint 200 hosszú hanglemezen jelentek meg. John Blacking (1928-1990) 1953-ban érkezett először Dél-Afrikába Tracey asszisztenseként. Hamarosan rájött, hogy a hangfelvételek készítése céljából egy-egy népcsoportnál való tartózkodás, amely mindig csak rövid ideig tartott, túlságosan korlátozza. Ezért elvált Traceytől, és 1956 és 1958 között antropológiai kutatásokat végzett a vendák között, amelyek során kiterjedt felvételeket készített zenéjükről és rituális szokásaikról. 1969-ben Blacking visszatért Nagy-Britanniába, és elfoglalta a belfasti Queen's University tanszékét.

### Egyesült Államok
John Comfort Fillmore (1843-1898) Hugo Riemann tanítványa volt, és az európai zenei kultúrához kapcsolódó történeti zenetudományt folytatott. Zongora- és harmóniatanulmányok után az indiai zenére specializálódott. 1894-ben, egy Indiában végzett terepkutatás után kiadta A Study of Indian Music című tanulmányát.
Frances Densmore (1867-1957) 1907-ben kezdte el az észak-amerikai indiánok szisztematikus hangfelvételeit, akiknek zenéjét megpróbálta európai notációval rögzíteni. Terepmunkájának kezdetétől fogva arra törekedett, hogy az egyes törzsek zenéjét kulturális és vallási kontextusukban mutassa be, és így komplex képet adjon az adott törzsi kultúráról.
George Herzog (1901-1984) megpróbált elméleti alapot adni a régizene-kutatók tevékenységének, amely kizárólag a gyűjtemény létrehozására irányult. Az 1920-as években Berlinben von Hornbostelnél, majd a Columbia Egyetemen Franz Boasnál és Ruth Benedictnél tanult, akik antropológusként meghatározó hatással voltak a 20. század eleji etnomuzikológiára. Az ő hatásukra Herzog megtanulta a zenét a megfelelő kulturális kontextusban értelmezni. A hangelemzéseket a mindennapi használat és a zene társadalmi funkciójának kérdéseihez kapcsolták.
1932 és 1935 között Herzog a Yale Egyetem tanszékét töltötte be. Ebben az időben fejtették ki legnagyobb hatásukat a népzene és az írás nélküli nyelvek etnológiai tanulmányain és összehasonlító vizsgálatain alapuló elméletei. A Music in the Thinking of the American Indian című 1938-as rövid tanulmány már címében is azt a kísérletet hordozza, hogy a zenét a kultúrán belülről próbálják megérteni. A zenei nyelv nem univerzalitására vonatkozó magyarázatai általános konszenzussá váltak.
A kultúrtér-elmélet a berlini összehasonlító zenetudomány nyomán alakult ki, amely az 1950-es évektől kezdődően összehasonlító etnológiai kutatási megközelítésként az összes tudományos szakirányú képzés keretét képezte. Hasonló elképzeléseket képviselt az Egyesült Államokban Curt Sachs is, aki 1937-től a New York-i Egyetemen tanított, 1950 után pedig Hornbostel tanítványa, Mieczyslaw Kolinski.
Philip V. Bohlman 1987 óta tanít a Chicagói Egyetemen; egyik fókuszpontja a zsidó zene, mind a hagyományos énekhagyomány, mind a modern zene. 2005 és 2007 között a Nemzetközi Etnomuzikológiai Társaság elnöke volt.

### Afrika – kultúra mint dinamikus rendszer
Az afrikai zenei stílusokat és hagyományokat ma már nem nevezhetjük statikusnak és történelmietlennek. A különböző időpontokban készült hangfelvételek összehasonlításával nyomon követhető a stílusbeli fejlődés. A hagyományos és a könnyűzene felosztása problematikus. A "hagyományos" kifejezés olyan zenét jelöl, amely egy adott régióban kulturális és általában rituális kontextusba illeszkedik, és egy etnikai csoport azonosítására és megkülönböztetésére szolgál. Ugyanakkor ez a zene "népszerű" is, mivel nagyobb közönséget vonz. Ma már általában populárisnak nevezik azokat a zenei stílusokat, amelyek előadási gyakorlatukban és felfogásukban a szórakoztatást szolgálják, széles körben elterjedtek, és így a nyugati popzenéhez hasonlóak. Ugyanakkor az egykor csak helyben gyakorolt hagyományos zene a migrációs mozgások, különösen a munkamigráció révén nagyobb területen is elterjedt.
A 20. század közepétől a nyugati kutatási hagyományban képzett afrikai etnomuzikológusok új szemléletmódot vezettek be az afrikai zenére, ami a kontinens korábbi, egyoldalú, kívülről jövő szemléletét követő párbeszédhez vezetett az afrikaiak és az európai/amerikai etnomuzikológusok között. Az életkörnyezetüket tudományos megfigyelésnek alávető afrikaiak saját személyük bevonásával hasonlítanak a külső kutatókhoz, akik a résztvevő megfigyelés során felvetik elvárásaikat és munkakörülményeiket.
Az 1960-as évek óta a kulturális párbeszéd nem csak absztrakt tudományos szinten zajlik, hanem a különböző kultúrákból származó kutatók közötti személyes kapcsolatokban konkretizálódott. A ghánai Joseph H. Kwabena Nketia (1921-2019) zeneszerző, akit a vezető afrikai zenetudósnak tartanak. Nketia 1974-ben megjelent The Music of Africa című műve standard művé vált. 1963-ban professzori kinevezést kapott az Accrai Ghánai Egyetemen. Ugyanebben az évben meghívást kapott egy szemeszterre a Kaliforniai Egyetemre (UCLA); cserébe Mantle Hood, az ottani etnomuzikológiai tanszék megalapítója vendégprofesszorként Accrába jött.
A fekete-afrikai etnomuzikológia képviselői közé tartozik a Sierra Leonéból származó úttörő, George Ballanta (1893-1961), aki a néger spirituálékat tanulmányozta. A ghánai zeneszerző és zenetudós Ephraim Amu (1899-1995) 1941-ben tért vissza Ghánába, miután Londonban zenét tanult, és feladatának tekintette a hagyományos afrikai kultúra megőrzését. Az 1960-as években az Accrai Egyetemen a Nketia által létrehozott zenei tanszéken tanított. Kompozícióiban, amelyek a hagyomány és a modernitás összekötőjévé váltak, a nyugati harmóniákat afrikai ritmusokkal ötvözte. Felismerve, hogy a nyugati notáció nem alkalmas e ritmusok leírására, elméleti tanulmányában lefektette a megfelelő notáció alapjait. A nigériai Thomas Ekundayo Phillips (1884-1969) az afrikai egyházzenei gyökereihez kötődött. Egyszerre volt orgonista, zeneszerző, tanár és tudós. Ő írta az első tudományos értekezést az afrikai zenéről, amelyet egy bennszülött írt (Yoruba Music. African Music Society, Johannesburg 1953). Valamennyi afrikai zenetudós – akik egyben zenészek és zeneszerzők is voltak – életrajzában, így Seth Dzifanu Cudjoe (1910-1984), a ghánai elnök, Kwame Nkrumah környezetében dolgozó orvos életrajzában is az afrikai gyökerek felé fordulás figyelhető meg, miután egy ideig nyugati országokban tanultak. A pánafrikai mozgalomban való részvételük a gyarmatellenes politikai hozzáállás kifejeződése volt. A zene elméleti lefedettsége az előadói gyakorlat változásával egy időben zajlott: A zene, amely egy sajátos kulturális kontextusban volt, a nézők köréből, akik egyformán résztvevői voltak a zenei eseménynek, a színpadra került, ahol a közönség nem volt részese a hallgatásnak. A zene nyugati mintára történő felszabadítása és terjesztése gyakran kapcsolódott a zene – és a zeneszerzők – új politikai szerepéhez az afrikai nemzeti mozgalomban.
A következő generációhoz tartozik az 1935-ben Lagosban született Akin Euba, akinek zeneszerzői és etnomuzikológusi munkásságát természetesen a kultúrák közötti megértés jellemzi. Újzenei kompozíciói szintézisre törekszenek saját joruba zenei hagyományával; a Londonban és Los Angelesben tanult zenész későbbi etnomuzikológiai disszertációjában a joruba dobnyelvet, azaz a versformába fordítható hangfelvételeket és azok kulturális kontextusát vizsgálta.
Kazadi wa Mukuna Kongóban született, 1961-től a kaliforniai UCLA-n tanult, ahol 1978-ban doktorált. 1989 óta a Kent State University etnomuzikológia professzora. Hazája zenéjének kutatása mellett elsősorban az afrikai zene brazíliai hatásával foglalkozik.

## Új koncepciók
Az angol entrainment kifejezéssel – itt "belehelyezkedésként" fordítva – ismert kutatási megközelítés a zenét, különösen a ritmust, biológiailag formált jelenségként értelmezi. Ez egy olyan biomuzikológiát eredményez, amely az emberi zenélés evolúciós aspektusait vizsgálja. Az emberek ismétlődő testmozgásokkal próbálnak alkalmazkodni a környezetükhöz. A ritmust a zenében összehasonlító szemlélettel vizsgálják, a kollektív zenélés pedig egyfajta vonzási folyamattá válik: A résztvevők öntudatlanul egymáshoz igazítják a ritmusukat, és még a hirtelen megszakítások után is hűek maradnak ehhez a ritmushoz. Az egyik első etnomuzikológus, aki erre rámutatott, Alan Lomax volt 1982-ben megjelent The Cross-cultural Variation of Rhythmic Style című cikkében. A ritmus biztosítja a csoporttal való azonosulás keretét. Ebből arra lehet következtetni, hogy a zenét nem kizárólag az egyének alkotóművészetként hozzák létre, hanem a közösségben, mint a mindennapi élet zenéje. Ez az érvelés feltételezi a kultúra megfelelő fogalmát.
A zenei struktúrák összehasonlító tanulmányozása, a zenei nyelv nyelvtana lehetővé kell, hogy tegye, hogy az adatfeldolgozás és a számítógépes kiértékelés segítségével megkülönböztessük többek között a rögzített szabályok és az improvizált arányokat az adott zenei stílusban. A számítógéppel támogatott elemzési módszerek nem képeznek önálló kutatási megközelítést, hanem különböző országokban kísérletileg is alkalmazzák őket.

## Zenélés mint alap
Az amerikai Alan Parkhurst Merriam (1923-1980) 1964-ben megjelent The Anthropology of Music című munkájában a zenét egyszer a kulturális viselkedés részeként ("zene a kultúrában"), máskor pedig önállóan, hangtermelésként értelmezte. Ezzel szemben Mantle Hood (1918-2005) számára, aki művészetet tanult Jaapnál, és számos művet írt az indonéz zenéről, az etnomuzikológia elválaszthatatlanul a kultúra része volt, és egyszerűen minden zene tanulmányozása minden alkalommal. Hood számára az etnomuzikológiai tanulmányok kiindulópontja a tanulmányozandó zene gyakorlati elsajátítása volt. A "bi-muzikalitás" kifejezés alatt legalább egy második zenei kultúra elsajátítását szorgalmazta, hogy társadalmilag integrálódjunk, és képesek legyünk belülről megérteni a kultúra zenéjét. Bár ez a megközelítés még ellentmondásos volt, amikor az 1960-as években megjelent, azóta széles körben elfogadottá vált. A résztvevő megfigyelés ezután kifejezetten magában foglalja az adott hangszerek tanulását. Például Gerhard Kubik etnológus és zenetudós számára Afrikában, John Blacking tanítványa, John Baily számára pedig Afganisztánban ez az elméleti kutatás szükséges előfeltétele. Mindketten zenészként is megjelennek.
Az, hogy a zenét mint kultúrát kell tanulmányozni, vitathatatlan. Néhány etnomuzikológus számára azonban a kétzenésség koncepciója azzal a veszéllyel jár, hogy a hasonlóságok helyett a különbségeket hangsúlyozza, és ezzel közvetve megerősíti a régi felosztást "saját" és "idegen" között. A különbségek elfogadása akadályozhatja a zenei kultúrák közötti alapvető rokonság keresését. John Blacking már akkor követelte, hogy a zeneelemzésnek olyan egységes módszerét keressék, amely minden zenére alkalmas. A világzeneelmélet gondolatát Michael Tenzer (* 1957) etnomuzikológus (fókuszban Indonézia), zeneszerző és zenész irreálisnak tartja, de saját, európai kamarazenére és gamelánra írt kompozícióiban már a zene univerzális jellege kerül előtérbe.

## Fordítás
- Ez a szócikk részben vagy egészben a Musikethnologie című német Wikipédia-szócikk ezen változatának fordításán alapul.  Az eredeti cikk szerkesztőit annak laptörténete sorolja fel. Ez a jelzés csupán a megfogalmazás eredetét és a szerzői jogokat jelzi, nem szolgál a cikkben szereplő információk forrásmegjelöléseként.